# Dzierzba brązowa
Dzierzba brązowa (Lanius cristatus) – gatunek niewielkiego ptaka z rodziny dzierzb (Laniidae), zamieszkujący Azję. Dawniej uważany za podgatunek gąsiorka (Lanius collurio).

## Podgatunki i zasięg występowania
Zamieszkuje w zależności od podgatunku:
- dzierzba brązowa[3] (L. cristatus cristatus) – środkową i wschodnią Syberię po północną Mongolię, rejon jeziora Bajkał, północny Sachalin i zachodnią Kamczatkę. Zimuje od Indii i Sri Lanki przez Bangladesz i Mjanmę po Półwysep Malajski.
- L. cristatus confusus – wschodnią Mongolię, południowo-wschodnią Rosję (południowo-wschodnie Zabajkale na wschód po Kraj Amurski i Kraj Nadmorski) i Mandżurię. Zimuje w południowej części Półwyspu Malajskiego i na Sumatrze.
- dzierzba japońska[3] (L. cristatus superciliosus) – północną i środkową Japonię, południowy Sachalin i południowe Wyspy Kurylskie. Zimuje głównie w południowych Chinach (wliczając wyspę Hajnan), północno-wschodnich i wschodnich Indochinach, na Sumatrze, Jawie i zachodnich Małych Wyspach Sundajskich.
- dzierzba siwogłowa[3] (L. cristatus lucionensis) – wschodnie Chiny, Półwysep Koreański i południową Japonię (Kiusiu). Zimuje głównie w południowo-wschodnich Chinach, na Tajwanie, Filipinach, północnym Borneo i północnym Celebesie.

## Morfologia
WyglądU samca grzbiet i wierzch głowy ciemnobrązowy, pierś blada. Na policzkach ciemna maska. U samic upierzenie mniej kontrastowe, maska na policzkach jaśniejsza.
Wymiary średniedługość ciała 17–20 cm
rozpiętość skrzydeł 27 cm
masa ciała: samce 27–34 g, samice 28–37 g

## Ekologia i zachowanie
BiotopGłównie stepy ze skupiskami krzewów.
PożywienieGłównie owady (chrząszcze), ale nie stroni również od małych kręgowców – małych ptaków, gadów i ssaków. Często robi zapasy, nabijając zdobycz na ciernie lub ostre gałązki.

## Status
Międzynarodowa Unia Ochrony Przyrody (IUCN) uznaje dzierzbę brązową za gatunek najmniejszej troski (LC – least concern) nieprzerwanie od 1988 roku. Trend liczebności populacji uznawany jest za spadkowy.